# Emiliano Armenteros
Emiliano Daniel Armenteros (ur. 18 stycznia 1986 w Luis Guillón) – argentyński piłkarz, występujący na pozycji skrzydłowego. Od 2018 roku zawodnik hiszpańskiego klubu UD Ibiza.

## Kariera
Emiliano Armenteros karierę piłkarską rozpoczął w klubie CA Banfield. Następnie w 2005 roku został piłkarzem CA Independiente, w którym występował do 2007 roku. Następnie wyjechał do Europy, do hiszpańskiej Sevilli. W 2009 roku Armenteros został wypożyczony do klubu Xerez CD, zaś rok później do Rayo Vallecano. W lipcu 2012 roku podpisał trzyletnią umowę z Osasuną Następnie występował w zespołach Chiapas, Santos Laguna, Rayo Vallecano oraz UD Ibiza.

## Sukcesy
- Mistrzostwa świata U-20 (1): 2005